# 東湖 (武漢市)

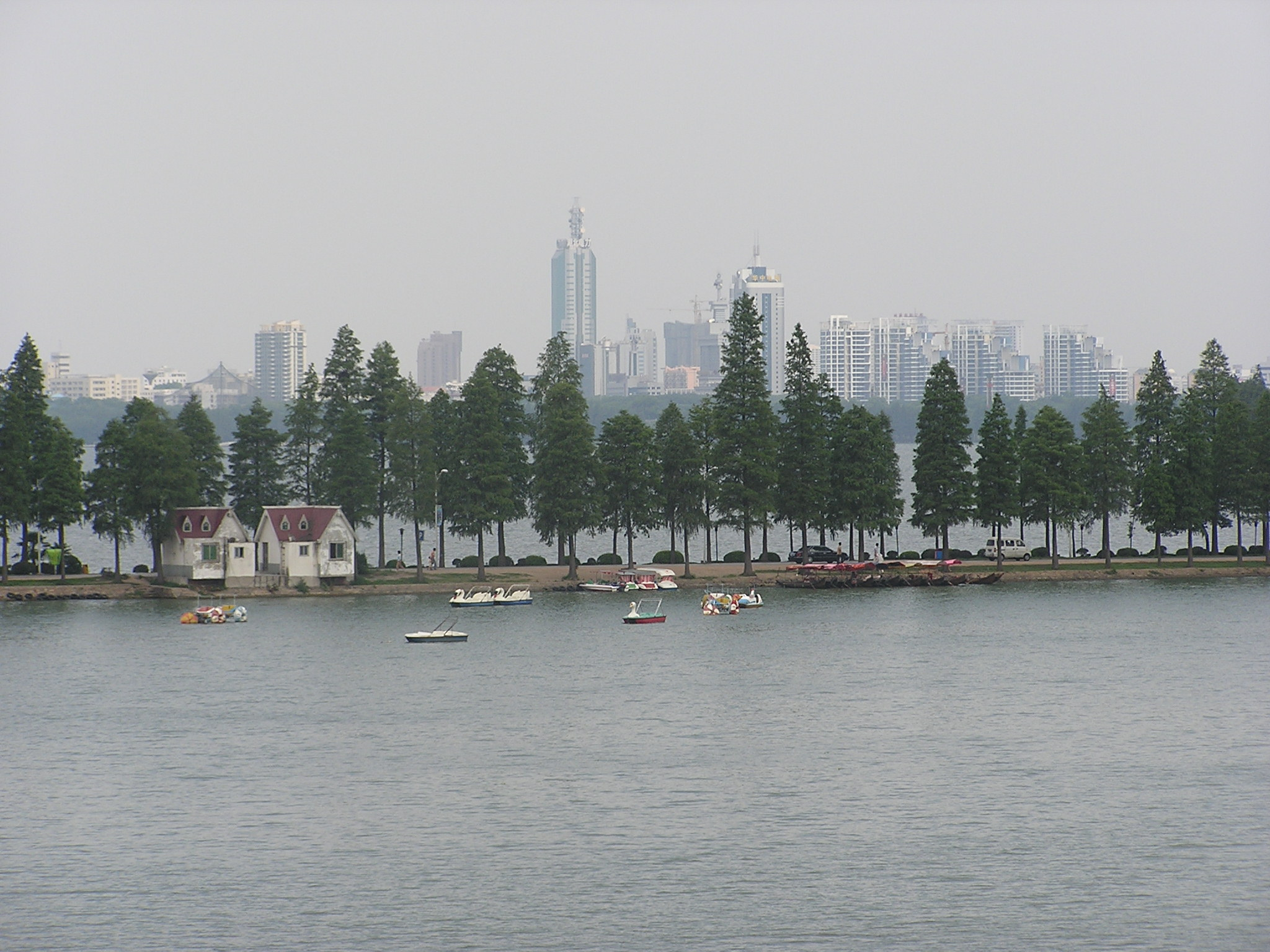
東湖から見る突堤と街

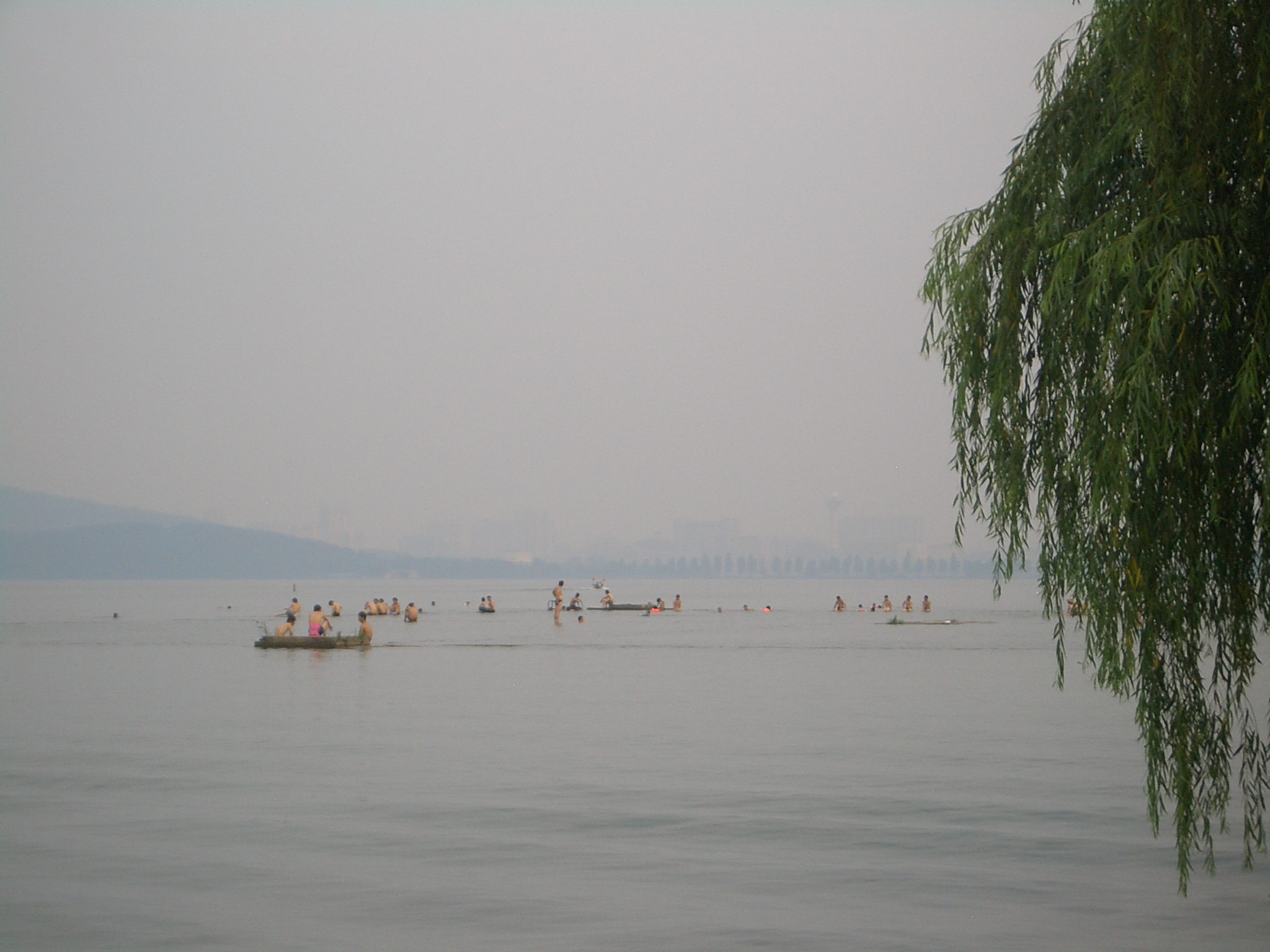
梨園広場近くで

東湖（とうこ、中国語: 东湖、英語: East Lake）は中華人民共和国の湖北省武漢市武昌区の北部にある湖で、景色が美しい武漢東湖風景区になっている。湖の面積は73平方キロメートルあり、中国の都市内にある最大の湖である。この湖の南側には武漢東湖高新技術開発区もある。中華人民共和国国家級風景名勝区（1982年認定）、中国の5A級観光地（2013年認定）。

## 周辺
- 湖北省政府
- 湖北省人民代表大会
- 湖北省委員会
- 武漢東湖高新技術開発区
  - 東湖桜花園
  - 武漢大学、中国地質大学、華中科技大学など
  - 東湖高新区管理委員会
  - 武漢光谷ソフトウェアパーク

## ギャラリー

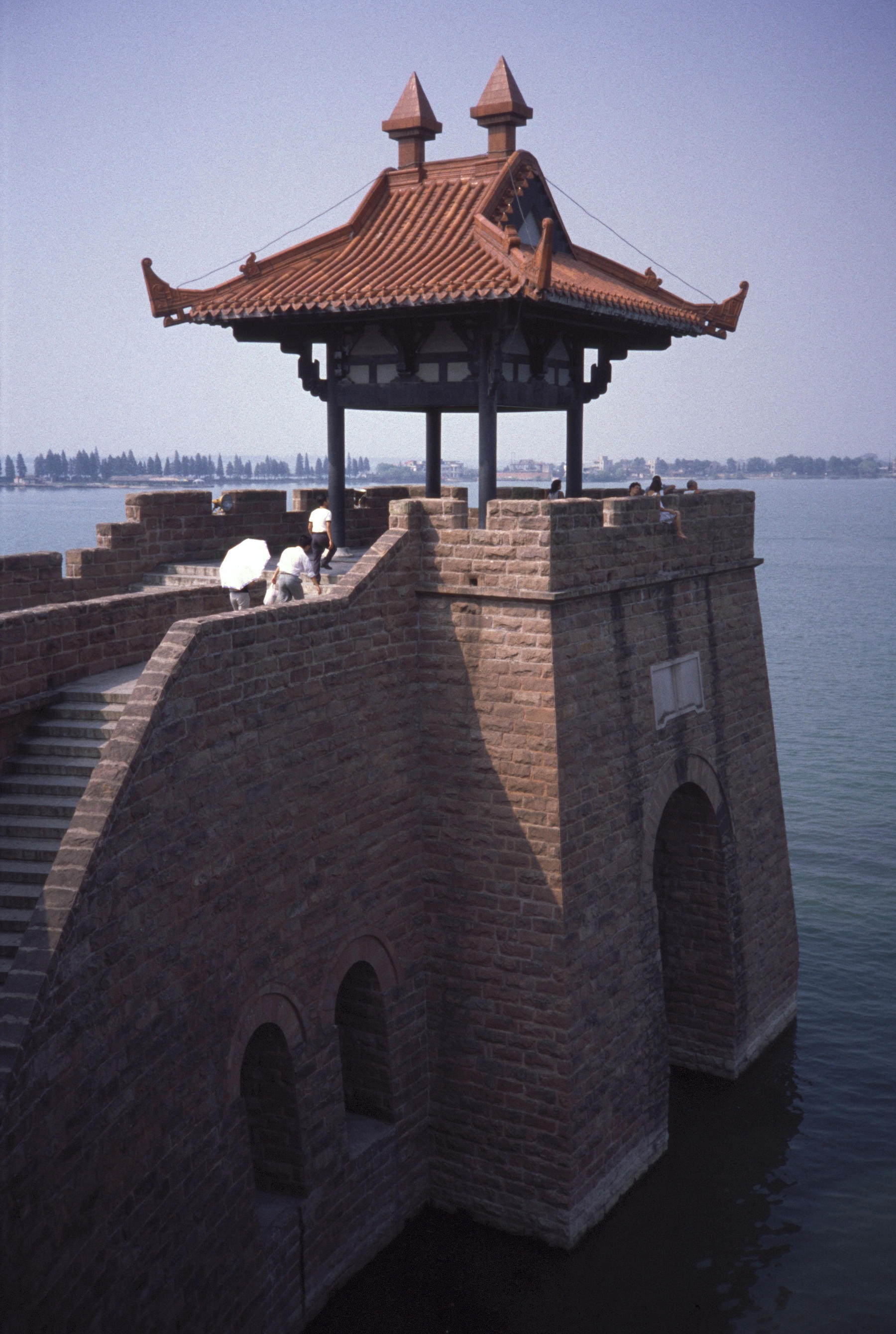
楚人狂歓島にて
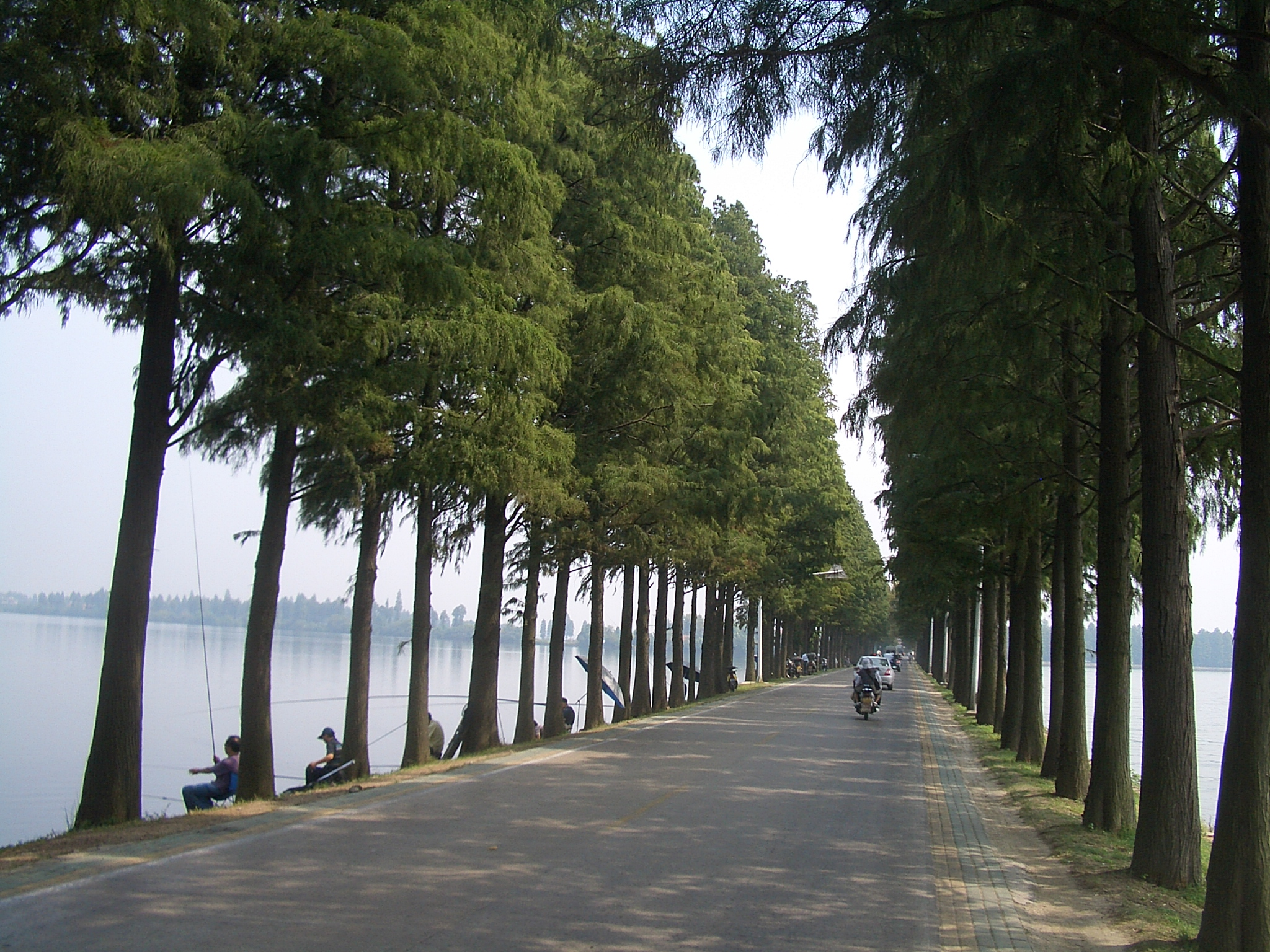
東湖の突堤にて
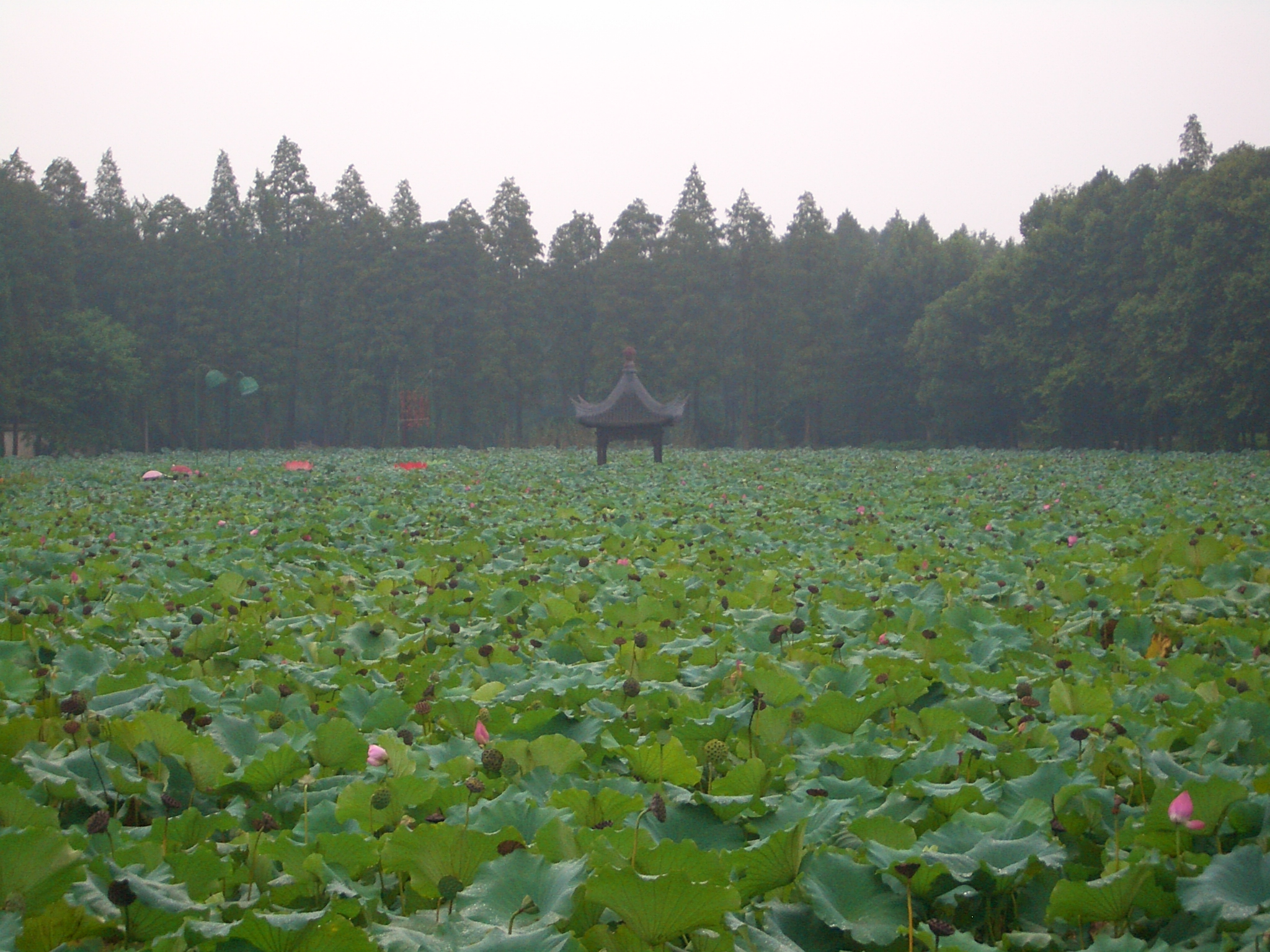
植物園内の蓮池で